# Cheemanahalli, Chik Ballapur
Cheemanahalli là một làng thuộc tehsil Chik Ballapur, huyện Kolar, bang Karnataka, Ấn Độ.